# Pimchanok Luexisadpaibul
Pimchanok Luexisadpaibul (Thai: พิมพ์ชนก ลือวิเศษไพบูลย์; RTGS: Phimchanok Luewisetphaibun; API: [pʰim.ʨʰá.nók lɯː.wí.sèːt.pʰaj.buːn]), née le 30 septembre 1992 à Bangkok (quartier de Dusit), surnommée Baifern (Thai: ใบเฟิร์น), est un mannequin femme et une actrice thaïlandaise,.

## Filmographie
- 2009 : Force of Five (5 หัวใจฮีโร่)
- 2010 : First Love (A Little Thing Called Love[4]) (สิ่งเล็กเล็กที่เรียกว่า...รัก)
- 2010 : BKO : Bangkok Knockout [5](โคตรสู้ โคตรโส)
- 2011 : Love Summer (เลิฟซัมเมอร์ รักตะลอนออนเดอะบีช)
- 2012 : Suddenly It's Magic (มหัศจรรย์รักกับสิ่งเล็กๆ)
- 2014 : Still 2 (ตายโหง 2 ou ตายโหงตายเฮี้ยน)
- 2015 : Back to the 90s (2538 อัลเทอร์มาจีบ)
- 2019 : Friend Zone[6] ระวัง..สิ้นสุดทางเพื่อน
- 2020 : Romantic Comedy
- 2021 : Laser Candy